# Christophe de Bavière
 (janvier 2023).
Pour les articles homonymes, voir Christophe Ier.
Christophe de Bavière (en allemand : Christoph  von Bayern) (1416-1448), aussi appelé Christophe Ier de Bavière, roi de Danemark sous le nom de Christophe III en 1440, de Suède le 4 octobre 1440 et de Norvège en 1442.

## Origine
Christophe de Bavière, né le 26 février 1416, est le fils de Jean de Bavière, comte palatin de Neumarkt, mort en 1443 (lui-même fils du roi des Romains Robert Ier du Saint-Empire) et de Catherine de Poméranie, morte en 1426 (elle-même fille de Warcisław VII de Poméranie). Il est de ce fait le neveu du roi de l’union de Kalmar, Éric de Poméranie (fils de Warcisław VII de Poméranie) mais aussi de Marguerite du Palatinat, duchesse de Lorraine.

## Règne
Après le départ de son oncle Éric de Poméranie pour l'île de Gotland, il est invité le 28 octobre 1438 par le Rigsråd danois à occuper le trône. Il arrive au Danemark en 1439 et gouverne d'abord comme président du Conseil Royal avant d'être proclamé roi par la Diète de Viborg le 9 avril 1440.
À la suite d'une entente avec Karl Knutsson Bonde et le Conseil du royaume de Suède, il est également élu roi par le Riksråd suédois réuni à Arboga en octobre 1440 puis par l'assemblée norvégienne de Loedese le 20 mai 1442. Il reçoit l'hommage des Suédois sur la Pierre de Mora le 13 septembre 1441 et est couronné roi de Norvège à Oslo le 15 juin 1442. Le 1er mai 1440, il confirme Adolphe XI de Holstein comme duc héréditaire de Schleswig.
En 1441, il doit réprimer une insurrection des paysans du Vendsyssel-Thy mais il ne parvient pas à chasser son oncle déchu qui a transformé son fief de Gotland en un repaire de pirates.
Christophe de Bavière tente cependant de s’opposer aux désirs d’indépendance de la haute noblesse et aux privilèges de la Hanse qu'il avait été dans l'obligation de confirmer en 1445 en favorisant les relations commerciales avec l'Angleterre, l'Écosse et les Hollandais. Après l'incendie du château de Roskilde en 1443, il établit la résidence royale à Copenhague.
Le roi meurt subitement à Helsingborg le 6 janvier 1448 sans laisser d’héritier de son union en 1445 avec Dorothée de Brandebourg-Külmbach (1430-1495), fille du margrave Jean IV de Brandebourg-Külmbach.